# 蒲州 (河北省)
蒲州（ほしゅう）は、中国にかつて存在した州。
596年（開皇16年）、隋代は瀛州より蒲州を分割設置した。605年（大業元年）に廃止され、管轄県は瀛州に再び統合された。

## 下部行政区画
- 高陽県
- 任丘県